# Siger de Brabant
Pour les articles homonymes, voir de Brabant.
Siger de Brabant est un philosophe médiéval (né dans le Brabant vers 1240 - mort à Orvieto avant le 10 novembre 1284). Il a été condamné par les autorités religieuses pour ses thèses averroïstes.

## Biographie
Né dans un lieu inconnu du Brabant, Siger étudie à la faculté des arts de Paris entre 1255 et 1257. Il fait partie de la « Nation de Picardie », dont il fut peut-être l'un des meneurs.
Il semble qu'il ait échappé aux foudres de l'Inquisition en se réfugiant auprès du pape à Orvieto.
Il y mourut quelques années plus tard. Il est donné pour mort dans une lettre de John Peckham, du 10 novembre 1284, poignardé, dit-on, par son secrétaire devenu fou.

## Condamnation par Étienne Tempier
Professeur à l'université de Paris, tenant de l'averroïsme, il fut l'un des principaux intellectuels visés par l'évêque Étienne Tempier en 1270 quand 13 thèses subversives professées à la Sorbonne furent condamnées par la hiérarchie religieuse, regroupant les conceptions hérétiques de l'éternité du monde, la négation de la Providence universelle de Dieu, l'unicité de l'âme intellective pour tous les hommes, le déterminisme (en 1277 la condamnation couvrit 219 propositions), ce que couvrirait des doctrines connues comme l'averroïsme latin (selon Ernest Renan) ou l'aristotélisme radical (selon Fernand van Steenberghen, 1977). L'averroïsme latin défend l'éternitisme (le monde est éternel, l'humanité aussi), le monopsychisme (il n'y a qu'un seul intellect pour l'humanité), il nie l'immortalité personnelle, il rejette la Providence, il prône une morale profane, il paraît soutenir une double vérité (l'autonomie de la raison par rapport à la croyance religieuse). L'aristotélisme radical (Siger de Brabant, Boèce de Dacie, Bernier de Nivelles) recoupe en partie ces thèses, puisqu'il croit en l'éternité du monde, en la divinité de l'intellect actif, au monopsychisme.

## Sa pensée
Sa réflexion philosophique s'inscrit dans le contexte de l'intégration des textes d'Aristote dans les cadres de la pensée théologique de l'Occident médiéval. Pour mieux apprécier l'audace des penseurs de l'époque, il faut rappeler que, par exemple, dans une décision de 1210, renouvelée en 1215 et en vigueur jusqu'après 1230, le synode provincial de Paris avait interdit de commenter les livres de philosophie naturelle d'Aristote, y compris le De Anima...[réf. souhaitée]
Siger, dans ses commentaires d'Aristote, développe les conséquences de la pensée de ce philosophe, et prend le parti de ne s'en tenir qu'au plan philosophique :
« Notre intention principale n'est pas de chercher ce qu'est la vérité, mais quelle fut l'opinion du Philosophe ».
La vérité est ainsi réservée à la foi chrétienne. La raison et la foi sont donc deux ordres différents, l'un étant naturel, l'autre surnaturel et vrai. Par le raisonnement, nous connaissons l'ordre naturel (qui est aussi l'ordre des conséquences logiques), et c'est par la Révélation que le second nous est connu.

## Postérité
Selon une légende, Siger aurait d'abord été un ennemi des Dominicains et un hérétique avant de voir en rêve un ancien ami qui se plaignait d'être en enfer. Il se serait alors converti.
Dante, prenant le contre-pied d'Étienne Tempier, le place au paradis dans la Divine Comédie (chant X, v. 133-138), aux côtés d'Albert le Grand et de Thomas d'Aquin : 

« Celle-ci, d'où ton regard me revient,
 est la lumière d'un esprit qui en graves
 pensées trouva qu'il tardait à mourir ;
 c'est la lumière éternelle de Siger
 qui, enseignant dans la rue du Fouarre,
 syllogisa des vérités qui éveillèrent l'envie. »

Dans sa nouvelle Les Proscrits (1831), Balzac imagine le moment où Dante, vivant en exil à Paris en 1308, s'est rendu à l'ancienne école des Quatre-nations, rue du Fouarre, où le fameux docteur en théologie mystique donnait des cours très suivis.

### Œuvres de Siger de Brabant
- 1269-1270 : Quaestiones in tertium 'De anima' , édi. par B. Bazan, Louvain et Paris, Publications universitaires Béatrice Nauwelarts, 1972 : Quaestiones in tertium De anima, De anima intellectiva, De aeternitate mundi. Sur le traité de l'âme d'Aristote, III° livre (l'intellect).
- 1270 : De intellectu, édi. par B. Bazan, Louvain et Paris, 1972 : Quaestiones in tertium 'De anima', De anima intellectiva, De aeternitate mundi. Adressé à Thomas d'Aquin.
- 1270 : Quaestiones in Physicam, édi. par A. Zimmermann in Siger de Brabant. Écrits de logique, de morale et de physique, Louvain, Publications universitaires Béatrice Nauwelaerts, 1974.
- 1272 : Tractatus de aeternitate mundi, édi. par B. Bazan, Quaestiones in tertium de anima, de anima intellectiva, de aeternitate mundi, Louvain, Publications universitaires Béatrice Nauwelaerts, 1972, p. 113-136.
- 1273 : Quaestiones in Metaphysicam. Texte de la reportation de Paris, édi. A. Maurer, Louvain-la-Neuve, Institut supérieur de philosophie, 1983.
- 1273-1274 : De anima intellectiva, édi. par B. Bazan, Louvain et Paris, 1972 : Quaestiones in tertium 'De anima', De anima intellectiva, De aeternitate mundi, p. 70-112.
- 1274-1276, Quaestiones super 'Librum de causis' , édi. par A. Marlasca, Louvain, Béatrice Nauwelaerts, 1972.
- Impossibilia, édi. Cl. Baeumker, Die Impossibilia des Siger von Brabant, 1898.

### Études sur Siger de Brabant
- Alain de Libera, Penser au Moyen Âge, Le Seuil, collection « Points Essais », 1996.
- Dragos Calma, « Études sur le premier siècle de l'averroïsme latin. Approches et textes inédits », Turnhout, Brepols, 2011.
- Pierre Mandonnet, Siger de Brabant et l'averroïsme latin au XIIIe siècle, 1911.
- François-Xavier Putallaz et Ruedi Imbach, Profession : Philosophe. Siger de Brabant, éditions du Cerf, 1997.
- Ferdinand Sassen, « Siger de Brabant et la doctrine de la double vérité », Revue néo-scolastique de philosophie, no 30,‎ 1931, p. 170-179 (lire en ligne, consulté le 17 août 2016)
- F. Van Steenberghen, Maître Siger de Brabant, Louvain et Paris, 1977.

## Citations
- « Veille, étudie, lis, pour que ce doute qui te reste t'excite à étudier et à lire, puisque vivre éloigné des lettres est, pour l'homme, mort et sépulture vile ».